# Annibale de Gasparis
Annibale de Gasparis, född 9 november 1819, död 21 mars 1892, var en italiensk astronom.
De Gasparis blev 1839 anställd vid observatoriet i Neapel och 1864 direktor för detsamma. Han utförde en mängd arbeten, dels inom den rena matematiken, dels inom astronomin. Särskilt bekant är Gasparis genom sina upptäckter av ett flertal småplaneter. Han tilldelades Lalandepriset fem gånger, åren 1849–1853. År 1851 fick han även Royal Astronomical Societys guldmedalj.
Minor Planet Center listar honom som A. de Gasparis och som upptäckare av 9 asteroider.
Nedslagskratern De Gasparis på månen och asteroiden 4279 De Gasparis är uppkallade efter honom.

## Lista över upptäckta mindre planeter och asteroider
| 10 Hygiea     | 12 april 1849     |
| 11 Parthenope | 11 maj 1850       |
| 13 Egeria     | 2 november 1850   |
| 15 Eunomia    | 29 juli 1851      |
| 16 Psyche     | 17 mars 1852      |
| 20 Massalia   | 19 september 1852 |
| 24 Themis     | 5 april 1853      |
| 63 Ausonia    | 10 februari 1861  |
| 83 Beatrix    | 26 april 1865     |